# Wijdbloeiende rus
De wijdbloeiende rus of ijle rus (Juncus tenageia) is een eenjarige plant uit de russenfamilie (Juncaceae). De wijdbloeiende rus komt voor in Zuid-, Midden- en West-Europa, de Kaukasus en Noordwest-Afrika. De soort staat op de Nederlandse Rode lijst van planten als zeldzaam en zeer sterk afgenomen.
De plant wordt 5-30 cm hoog, heeft opgerichte of soms opstijgende stengels en vormt kleine polletjes. De grondstandige bladeren zijn 2-10 cm lang en 0,3-0,8 mm breed. De open bladschede heeft twee 0,5-1,0 mm lange, afgeronde oortjes. Meestal is er slechts één stengelblad.
De wijdbloeiende rus bloeit van juni tot in augustus met vertakte, ijle bloeiwijzen. De bloeiwijze is een schermvormige tros. De 3-5 mm grote bloemen staan vrij ver uit elkaar, vandaar de naam wijdbloeiende rus. De 1,7-2,3  mm lange, langwerpig-eironde bloemdekbladen zijn bruin en hebben een groene middenstreep en een bruinvliezige rand. De buitenste bloemdekbladen zijn even lang als de binnenste. De buitenste bloemdekbladen zijn vrij spits, maar de binnenste zijn stomp. De bruine bracteolen zijn tot 1 mm lang. De bloem heeft zes meeldraden met 0,2-0,5 mm lange helmknoppen en 0,4-0,6 mm lange helmdraden. Er zijn per bloem drie 0,1 mm lange stijlen met 0,6 mm lange stempels.
De bruine, meestal glimmende, bolronde tot eivormige vrucht is een 1,5-2,1 mm lange doosvrucht en is even lang of iets langer dan de bloemdekbladen. Het zaad is 0,3-0,6 mm groot, heeft in de lengte lopende strepen en een min of meer netvormig oppervlak.

## Ecologie en verspreiding
De wijdbloemige rus is te vinden op open, zonnige en warme, vochtige tot natte, fosforarme en stikstofhoudende, zwak zure, kalkarme tot kalkloze, matig voedselrijke, humushoudende tot venige zand- en leembodems. Ze groeit op de bodem van droogvallende vennen en plassen, in greppels en op afgegraven plaatsen, in groeven en op ijsbaantjes, langs paden en in visvijvers. Verder op plagplekken op overgang van heide naar blauwgrasland, in karrensporen en op opengetrapte plekken, op blootgelegde oevers en zandbanken in beken. Nederland ligt aan de noordwestelijke grens van het Europese areaal van de soort. Deze rus is zeer zeldzaam, met name in Twente en de Achterhoek. De soort is zeer sterk afgenomen door ontwatering, ruilverkaveling en de toegenomen eutrofiëring.

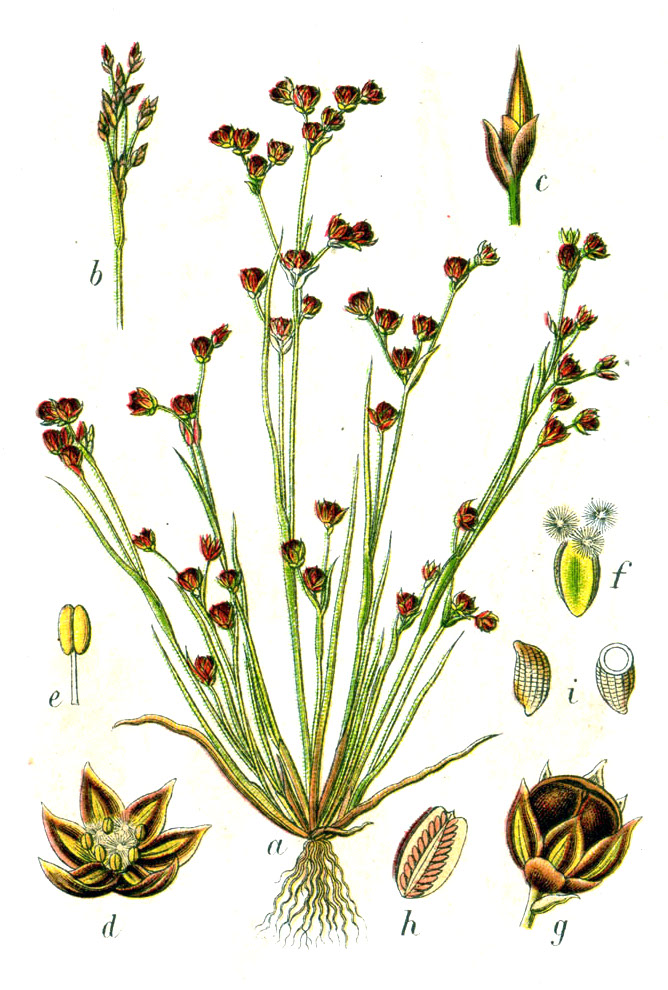
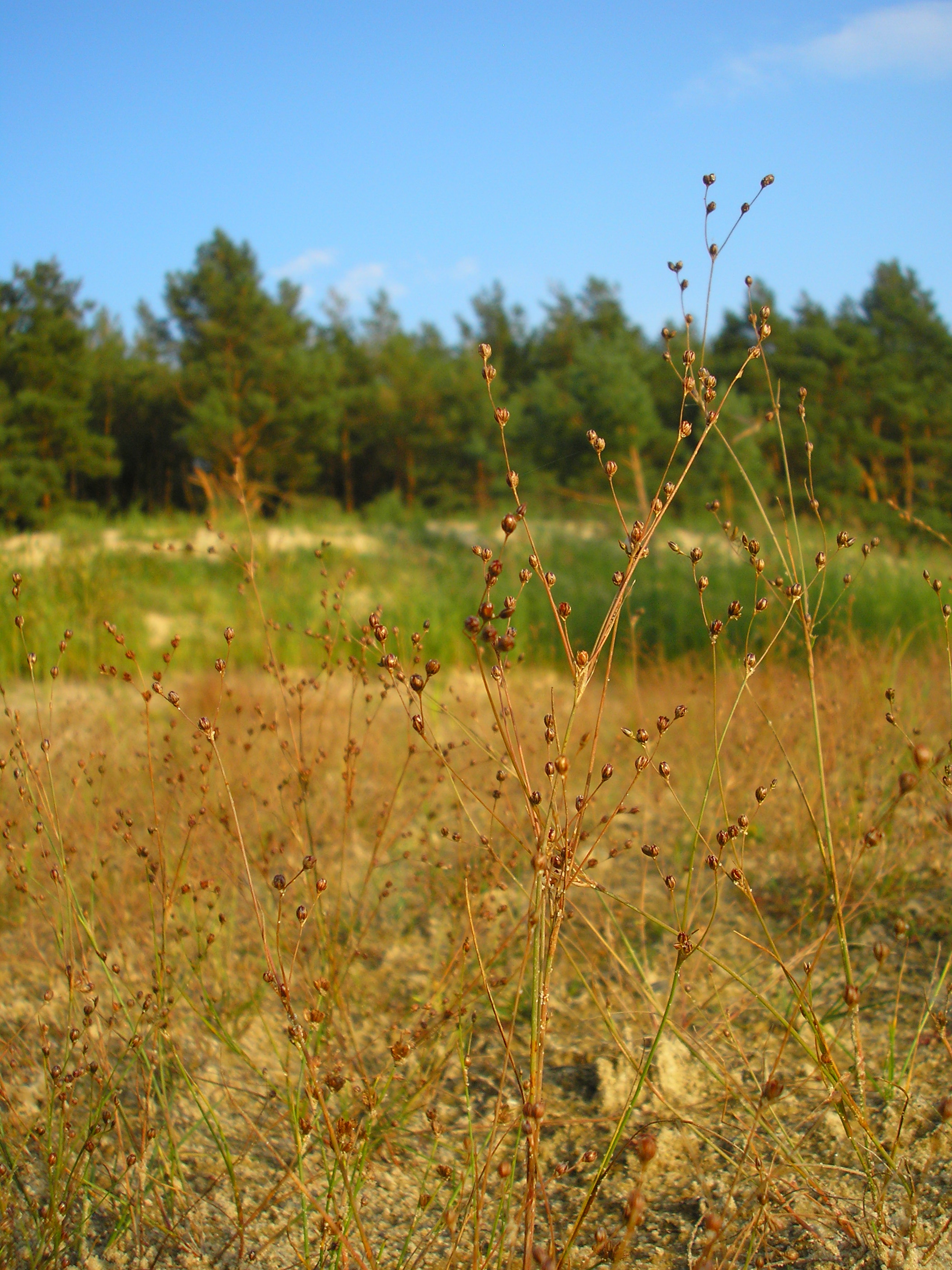
Bloeiwijze
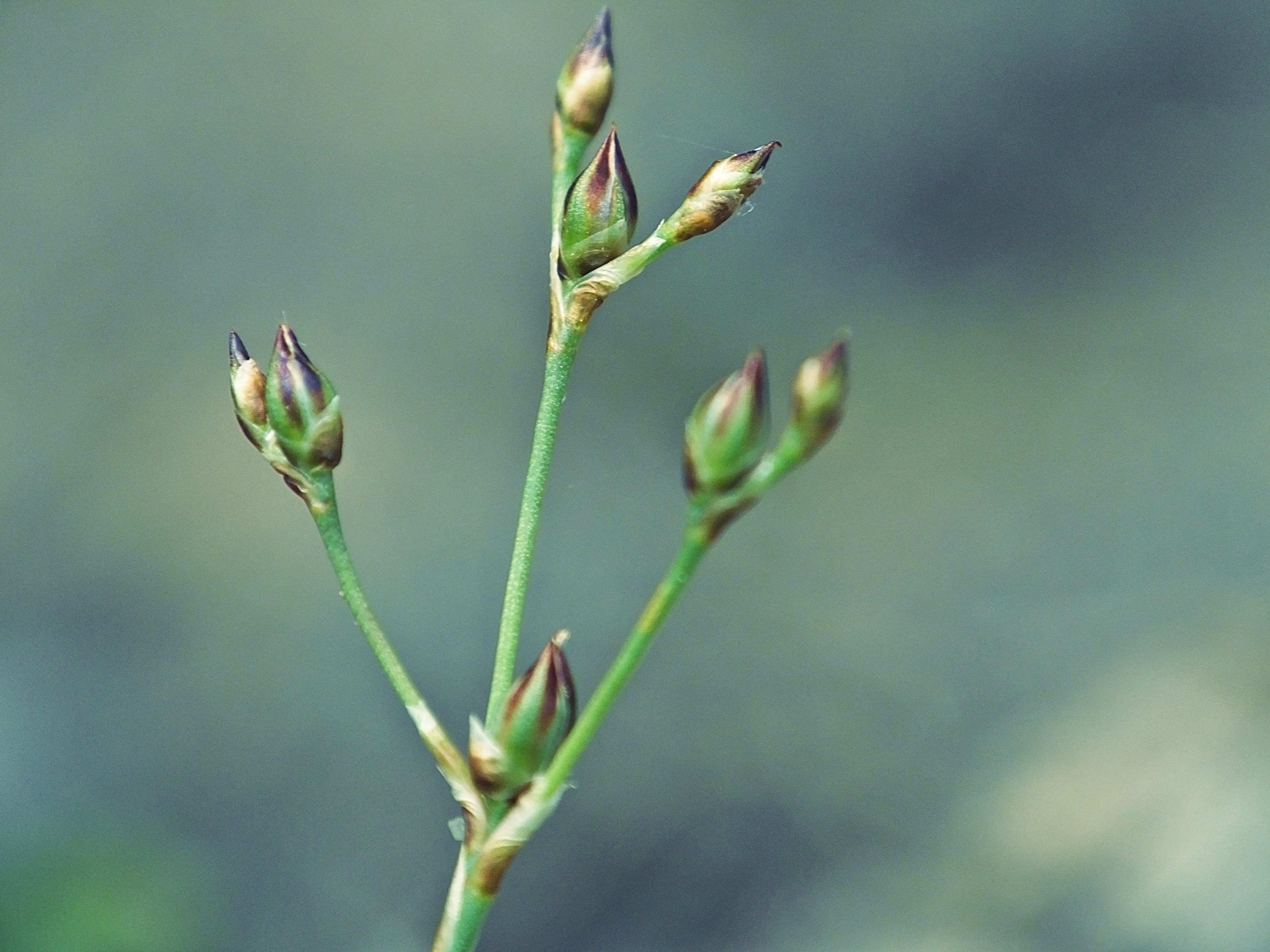
Bloeiwijze
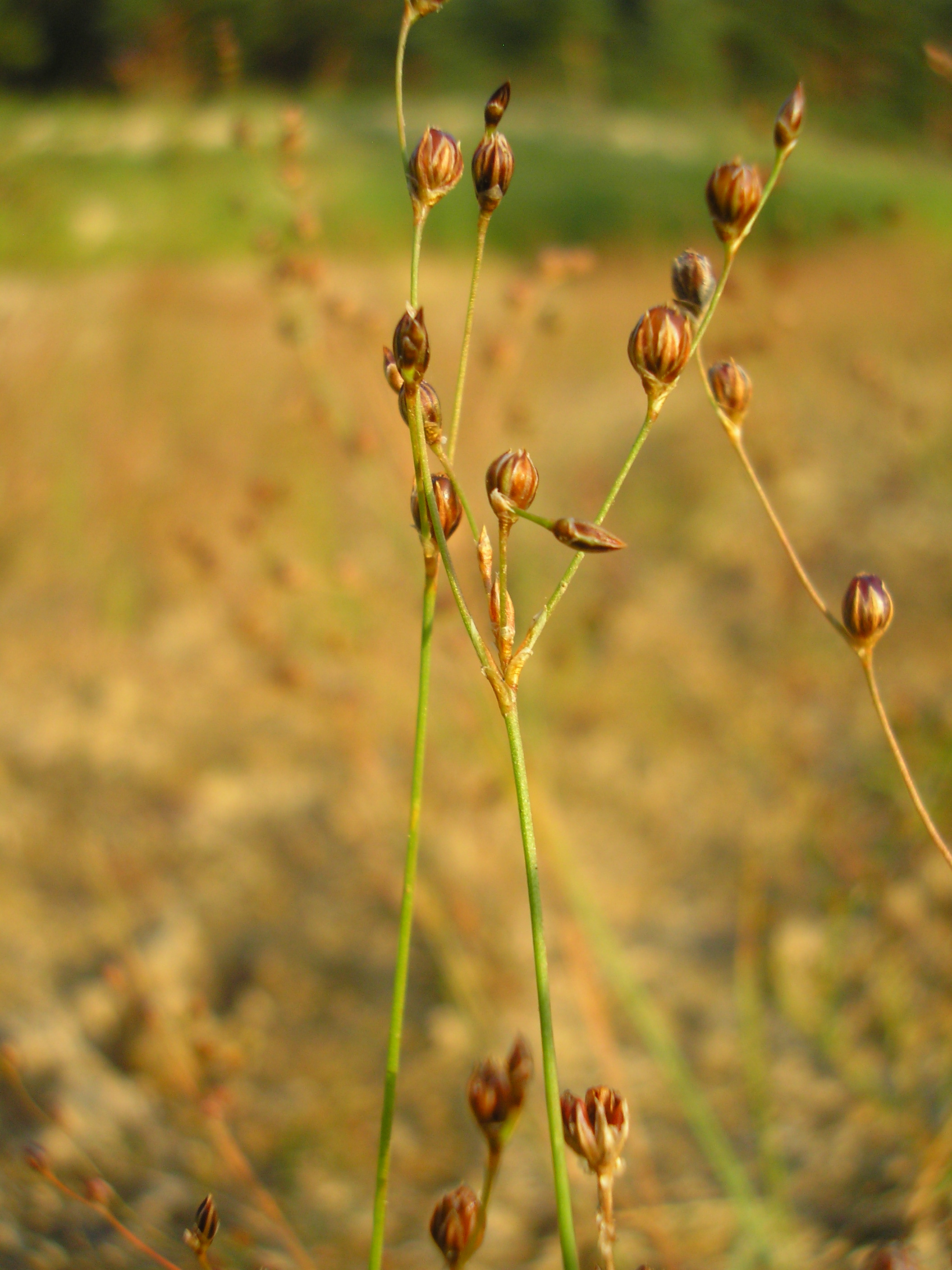
Vruchten